# 義男の青春
『義男の青春』（よしおのせいしゅん）は、つげ義春による日本の漫画作品。売込みに失敗し紆余曲折の後、最終的には1974年(昭和49年）11月に『漫画サンデー』（実業之日本社）に3回に分けて掲載された全77頁からなるつげにしては珍しい長編作品で自伝的性格が強い。テレビ東京で『つげ義春ワールド』の一話としてテレビドラマ化され、1998年9月7日・14日に放送された。

## 解説

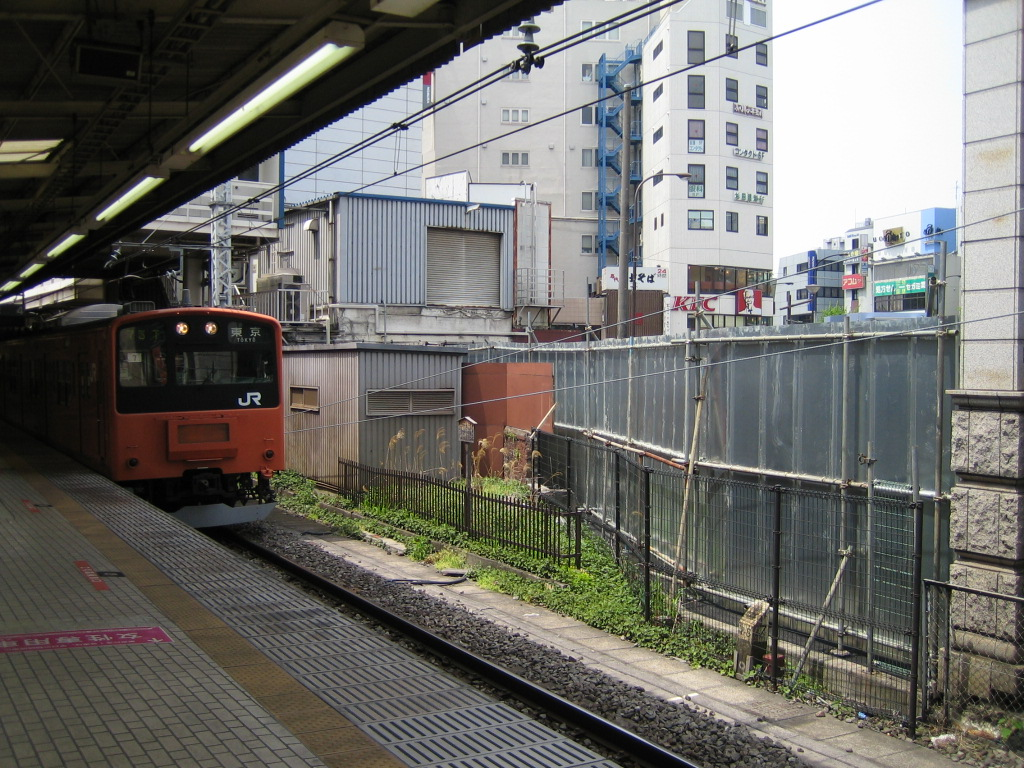
36年後、2010年ころの荻窪駅

注文もなくコツコツ描き始めた作品で、当時つげは将来を心配し、妻の勧めもあり喫茶店を始める予定で1974年9月に杉並区荻窪に引っ越しているが、その前頃に『枯野の宿』とともに描きあげた。70頁を超える長編であり、1回での掲載は不可能であることを承知しながら、発表するつもりもなく描かれた。当時の荻窪は東京メトロ丸ノ内線の駅を中心とした町で、青梅街道は商業地としてにぎわっていたが、一歩入ると閑静な住宅街で井伏鱒二など文人やインテリが好んだ町であった。原稿ができあがったころに偶然石子順造から電話が入り、事情を察した石子が自ら評論家として編集者につながりを持っていた双葉社へ売り込んだ。元々つげ自身、双葉社へは『蟹』を描いたり、漫画全集も発刊されており、つながりはあったのだが、石子が間に入る形になった。石子は口を利いただけで、つげは直接編集者と会ったが、内容が活劇でもないし、地味だなどと言われ断られる。当時すでに『リアリズムの宿』、『枯野の宿』を発表した『漫画ストーリー』は廃刊しており、『漫画アクション』しか発表の場が残されていない状況だったが、『漫画アクション』では『子連れ狼』やバロン吉元、モンキー・パンチなどが人気があり、編集者も石子順造の漫画論とは逆方向で成功していたため、3分割なら採用するけど…などと遠回しに断られる。こうした状況で、もはや漫画で食べていく自信がなくなり、喫茶店開業に気持ちが傾く。
荻窪への引越し後に、水木しげるに噂を聞いた『漫画サンデー』の編集者がつげの元を訪ねてくる。編集者は3分割にはするが、描き直しは必要ではなく、それぞれに扉絵さえ描いてもらえばいいという条件で、元々が依頼されたわけではない作品であることもあり、原稿料は7000円（1ページ）と安く、足元を見られている。ちなみに『大場電気鍍金工業所』では双葉社に1ページ15,000円という、当時としては破格の原稿料を提示された（ヤングコミックも同額）。つげはあまりの高額に、後々仕事が来なくなるのではと心配し、自ら申し出て10,000円に下げてもらったほどであった。

### 事実関係

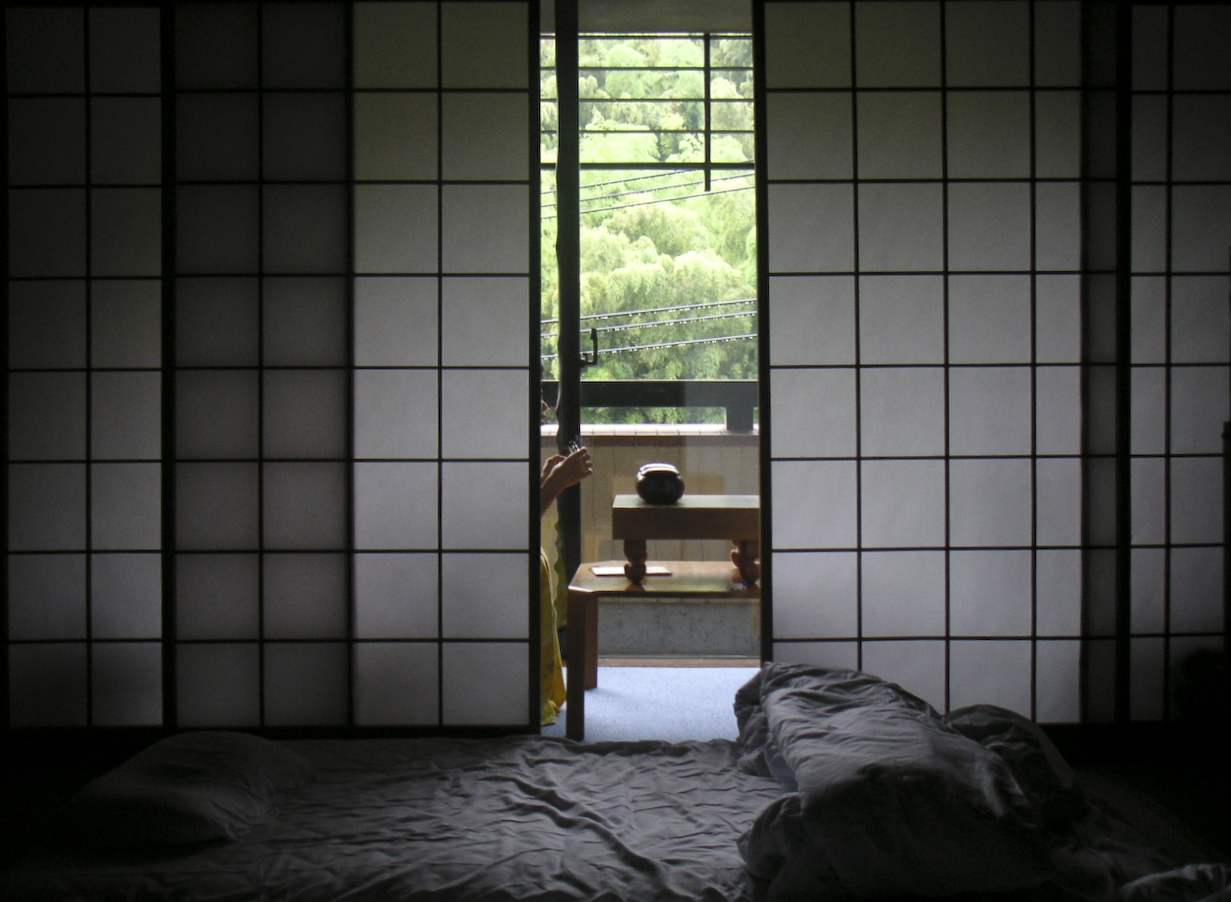
湯河原温泉の宿

自伝的な作品であり、かなりの部分は事実であるが、田山先生の奥さんが若い書生と肉体関係があった部分は創作である。しかし田山先生が春画を描いて売っていたというのは事実で、副業として小さな子と一緒に自宅で作っていた。またミカン畑のエピソードや描写があるが、事実は全くなかった。エロ写真を破いて捨ててしまうというのも嘘で、実はまだとってあると石井隆との対談で話している。女中のおヨネさんが宿の主人とできているのは真実だった。そのおヨネさんにパンツを洗ってもらうシーンがあるが実際はシャツまでであった。
つげ自身、「私小説風を装うことで、事実とフィクションを混同され、作者像も誤解され、正体不明になってしまえたらと、そんな風に考えていた」
湯河原の旅館での女中との出会いを題材に、つげはまずこの作品より早く1973年8月に『懐かしいひと』として発表し、女中を八重子として登場させた。しかし、この作品のヨネ子よりも表情が硬く、豊かなエロティシズムの香りがまだなかった。岸睦子は、『池袋百点会』の福子にも似ていると指摘している。また岸は『やもり』はこの作品の幼少編で、つげの心を語る作品としてとらえている。

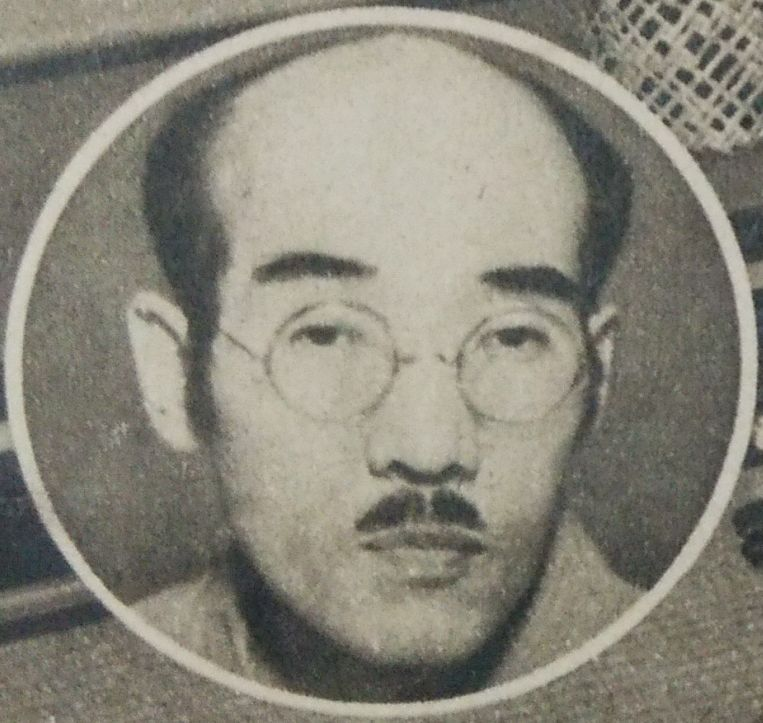
『義男の青春』は宇野浩二の『軍港行進曲』に触発して書かれた。

### 作風
体験をもとにした自伝的な内容だが、ストーリー展開は宇野浩二の小説をヒントにしている。宇野の『軍港行進曲』を初めて読み、どうでもいいような些末なことまでをこまごま書かれた古風な印象を受けたが、そのスローテンポなのんびりした味わいがつげの目にはむしろ斬新に映り、この手法で書いてみたいと思い立つなど、この作品との邂逅が『義男の青春』を描く動機となった。このため、描きやすく楽しんで描け、出来上がりにも満足している。作品では、宇野のそうした特徴まで真似、細部まで省略せず主人公の日常や家族のこと、田山先生（岡田晟がモデル）のことまでをはしょらず丁寧に描いた。自分自身の人生を記録しようという意図は一切なく、むしろ自分自身に関する話なので、照れくささもあり、宇野浩二風の軽くユーモラスな作風とした。作中で田山先生の口から、葛西善蔵、坂口安吾、宇野浩二、川崎長太郎などの名が飛び出す場面があるが、
つげは私小説を意識しながら書いていた。

## あらすじ
貸本漫画の隆興期、若い漫画家津部義男は一家7人の生活を支えていた。出版社へ原稿を持ち込んだ際に、先輩の田山先生に出会う。ある日、田山先生の助手として湯河原温泉の温泉宿を訪れ、宿の女中ヨネ子に好意を持つ。帰京後、東京にヨネ子が訪ねて来、深い仲になる。しかし、お金の無心をしたことから2ヶ月でふられてしまう。

## 評価

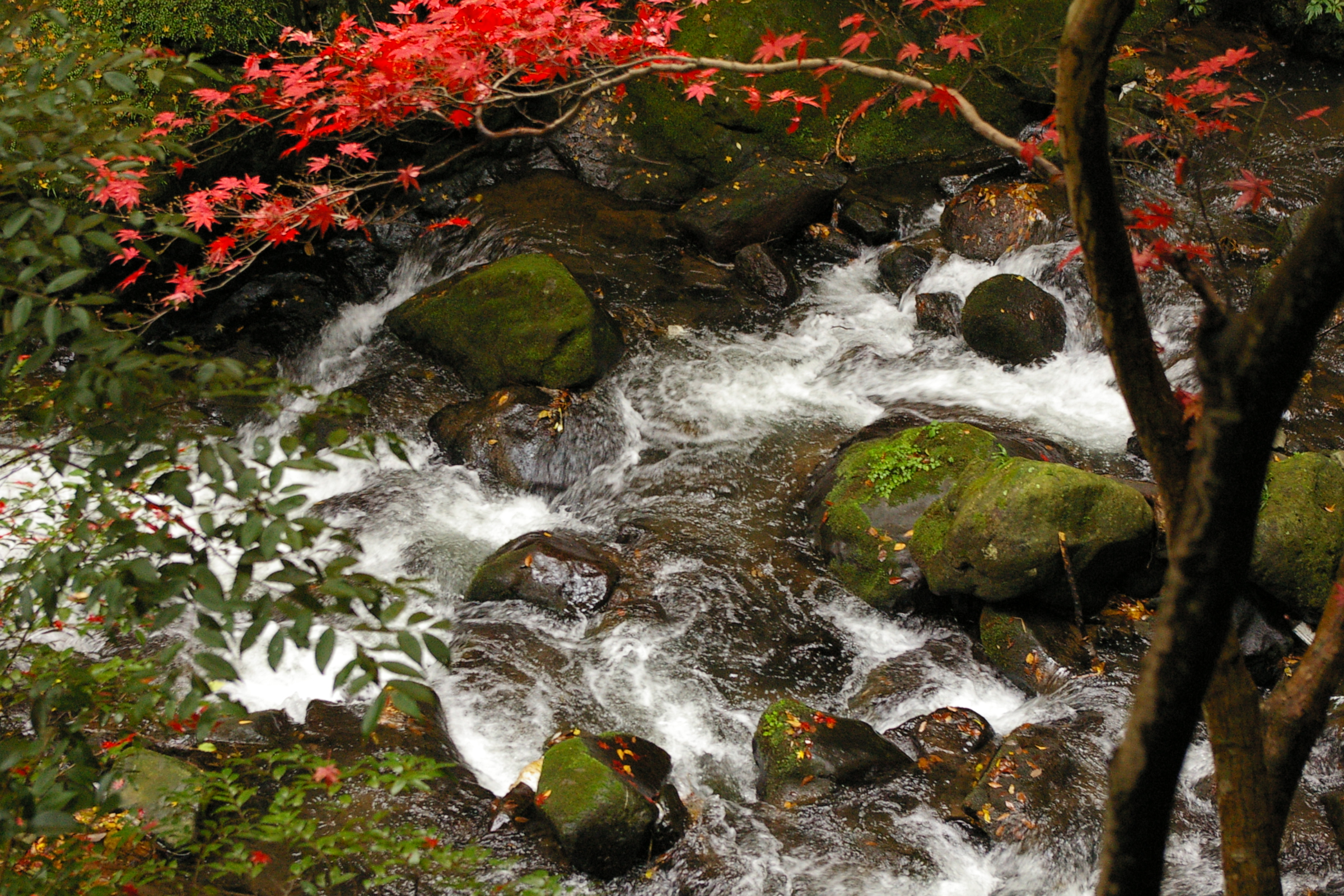
湯河原万葉公園

権藤晋はつげ義春との対談の中で、この作品はつげ忠男の『昭和ご詠歌』のように作者が描き残しておきたいと考えた作品ではないかと問うたところ、つげは「忠男は、僕などに比べたら社会性があり、描き残すという意識が多少はあったかもしれないが、僕にはそういうのはない。社会批判みたいな気持ちもない。みじめたらしい話でもないしね」と述べている。また権藤はつげの作品中でも筆致がもっとも丁寧だと述べている。権藤は、つげのタッチがいいため畳の目をしつこく描いても他の漫画家のようにうるさく目立つこともないとも評価している。